# Petr Jančárek
Petr Jančárek (* 23. srpna 1959 Most) je český scenárista a režisér, na řadě dokumentárních projektů se podílí i jako kameraman a fotograf. Od roku 2009 působí jako pedagog Slezské univerzity v Opavě.

## Stručný profesní životopis
- 1986 Stavební fakulta ČVUT, Ing.
- 1986-90 režisér a scenárista audiovizuálního centra ČVUT
- 1990-94 redaktor a režisér Československé a České televize.
- Od 1995 na volné noze, stálá spolupráce s novinářskou agenturou EPICENTRUM (Jaromíra Štětiny a Petry Procházkové) a humanitární organizací Člověk v tísni, jíž je zakládajícím členem.

- Účastník řady humanitárních misí (Sarajevo, Bosna, Čečna),
- Člen správní rady humanitární organizace Člověk v tísni, o.p.s.
- Člen profesní organizace Asociace režisérů a scenáristů ARAS. Spolupracovník organizace POST BELLUM. Spolupracovník "Vaclav Havel Program for Human Rights and Diplomacy" na Florida International University v Miami, USA.

## Ocenění
- Nositel novinářské Ceny Ferdinanda Peroutky
- Hlavní cena poroty na festivalu Politics On Film, Washington, za film „Václav Havel, Praha – Hrad, I.díl“
- Cena za nejlepší český vědeckopopulární film na festivalu Academia film Olomouc 2008 za dokument „Pan Parkinson“
- Cena diváků na festivalu Academia film Olomouc 2008 za dokument „Pan Parkinson“
- Nominace na televizní cenu Elsa dokumentu „Holocaust“
- 2. místo v celosvětové soutěži archivních dokumentů FIAT-IFTA za dokument „Hokej !!!“

Čestná uznání FITES (filmového a televizního svazu)

## Vybrané práce a projekty
- 2018 dokumentární film KRAJINA V TÍSNI, dokumentární film MEZI UMĚNÍM A VĚDOU – portrét fotografa Jerzyho Oleka, přípravné práce a předtáčky dokumentu ROZTROUŠENÁ NADĚJE, pokračování postprodukce HAVELMOVIE
- 2017 televizní seriál ROZSUDEK
- 2016 režie televizního seriálu ROZSUDEK, účast na výstavě HAVEL
- v Centru současného umění DOX (kolekcí videoartu společně s fotografy Tomki Němcem a Bohdanem Holomíčkem)
- 2013 III. díl trilogie VÁCLAV HAVEL, PRAHA – HRAD, začátek postprodukčních prací na projektu HAVELMOVIE
- 2012 II. díl trilogie Václav Havel, Praha – Hrad
- 2009 – 2011 Projekt HAVELMOVIE – časosběrný záznam soukromých i veřejných aktivit bývalého prezidenta České republiky Václava Havla, dokumentární film MEZINÁRODNÍ HUDEBNÍ FESTIVAL ČESKÝ KRUMLOV
- 2009 I. díl trilogie VÁCLAV HAVEL, PRAHA-HRAD, začátek výuky na Slezské univerzitě v Opavě
- 2008 vývoj a režie 42dílného projektu České televize PODLE PRÁVA, dokumentární film „PAN PARKINSON“
- 2007 režie a spoluautorství scénáře pětidílného seriálu „LABYRINTEM REVOLUCE“
- 2003 - 6 režie a spoluautorství dokumentárního cyklu „HOLOCAUST“, reprezentativní dokumentární snímek SEDM KLÍČŮ o českých královských korunovačních klenotech a lidech kolem nich, dokument SPOLUHRÁČI
- 2003 začíná pracovat pro Václava Havla a jeho kancelář, dokument HABERMANNŮV MLÝN
- 2001 dokument HLASY Z OSTROVA SVOBODY o kubánských disidentech, natočený v utajení přímo na Kubě, dokument HOKEJ!!! o vztahu české společnosti k populárnímu zimnímu sportu, dokumentární trilogie ZEMĚ ZASLÍBENÁ o oblasti věčných nepokojů - Izraeli a Palestině.
- 1999 – 2000 dokumenty seriálu ČLOVĚK V TÍSNI z Libanonu a Kosova
- dokument ZAČÁTEK KONCE o tragických událostech 1. výročí okupace Československa vojsky Varšavské smlouvy
- 1997-8 dvoudílný dokument HONGKONG o připojení Hongkongu k Číně.